# Gonzalo Xavier Ruiz
Gonzalo Xavier Ruiz est un hautboïste baroque argentin né en 1964 à La Plata.

## Biographie
Gonzalo Ruiz se forme en hautbois au conservatoire de musique de San Francisco (en) et auprès des hautboïstes Marc Lifschey et James Caldwell.
Il se produit aux États-Unis et en Europe sous la direction de Christopher Hogwood, Nicholas McGegan, Jordi Savall, Gustav Leonhardt, Reinhard Goebel ou Marc Minkowski. Il enregistre en soliste, en formation de chambre et en orchestre baroque. Il a été premier hautbois solo de l'Orchestre philharmonique de Buenos Aires, du New Century Chamber Orchestra (en) et du Pacific Chamber Symphony. Il est lauréat du concours du Festival de musique ancienne Musica Antiqua de Bruges (Belgique). Il est pendant douze ans professeur de hautbois au Conservatory’s Baroque Performance Institute d'Oberlin (États-Unis), enseigne également à la Longy School of Music (en) de Cambridge, à la Juilliard School de New York et donne des master classes à l'Indiana University. Il a transcrit et arrangé des œuvres de Johann Sebastian Bach et Jean-Philippe Rameau. Spécialiste des techniques historiques de fabrication d'anches, deux douzaines de ses pièces sont exposées au Metropolitan Museum of Art. Il joue également de la musique contemporaine et est récompensé avec son ensemble American Baroque en 2000 par le prix de l'Adventurous Programming Awards de l'ASCAP,.